# Статева структура населення
Статева структура населення, гендерне співвідношення — це співвідношення чоловіків і жінок у популяції, яке вивчається в контексті антропології та демографії. Співвідношення чисельності чоловічого і жіночого населення називають гендерним співвідношенням. Природне співвідношення статей при народженні має зміщення показників в бік чоловічої статі. На стан лютого 2025 року у світі співвідношення чоловіків більше, і становить 50,27% світового населення. За оцінками, на 2025 рік це співвідношення буде приблизно 101,07 чоловіків на 100 жінок. Біологічні коефіцієнти народжуваності мають співвідношення 105 народжених чоловіків на 100 народжених жінок на 2023 рік.
На співвідношення кількості чоловіків та жінок у структурі населення впливають різні чинники: природні чинники, вплив пестицидів і забруднювачів навколишнього середовища, війни, селективні аборти, дітовбивства, старіння, гендерцид, проблеми з реєстрацією народження та статеві відмінності в очікуваній тривалості життя. Гендерне співвідношення впливає на суспільство, демографію та економіку.
Статева структура населення при народженні визначається будь-яким із чотирьох способів: співвідношення чоловіків і жінок, співвідношення жінок і чоловіків, частка чоловіків або частка жінок.

## Гендерне співвідношення
У всьому світі у 2021 році частка жінок у світовому населенні становила трохи менше 50%. У більшості країн частка жінок серед населення становить від 49 до 51 відсотка. Частка жіночого населення у 2022 році  становила 54.08% Частка співвідношення статей різниться в усьому світі. Чинниками такої різниці є:
- Народження – співвідношення статей при народженні неоднакове.
- Смертність –  у більшості популяцій дорослі чоловіки, як правило, мають вищий рівень смертності, ніж дорослі жінки того ж віку (навіть якщо врахувати причини, специфічні для жінок, такі як смерть під час пологів), через природні причини, такі як серцеві напади та інсульти, які пояснюють безперечно більшість смертей, а також насильницькі причини, такі як вбивства та війни. Тому жінки мають більшу тривалість життя.
- Міграція – імміграція та еміграція може мати гендерну різницю через потребу ринків праці, конфліктів та інших факторів.

Баланс цих факторів визначає статеве співвідношення населення будь якої країни.
Виділяють декілька груп країн:
- У кількох країнах Південної та Східної Азії, особливо в Індії та Китаї, частка жінок серед населення значно нижча. В цих країнах є також більші відмінності у співвідношенні статей при народженні.
- У кількох країнах Близького Сходу спостерігається більша частка чоловіків серед населення, таких як Оман, Об’єднані Арабські Емірати та Саудівська Аравія. Наводячи курсор на країни, ви можете бачити, що вони змінюються з часом. Це, як правило, країни з більшою кількістю чоловічої імміграції. 2
- У Східній Європі спостерігається більша частка жінок серед населення. В цих країнах існує велика статева  різницю в очікуваній тривалості життя через набагато вищі показники смертності дорослих чоловіків, ніж жінок.

## Природне співвідношення при народженні

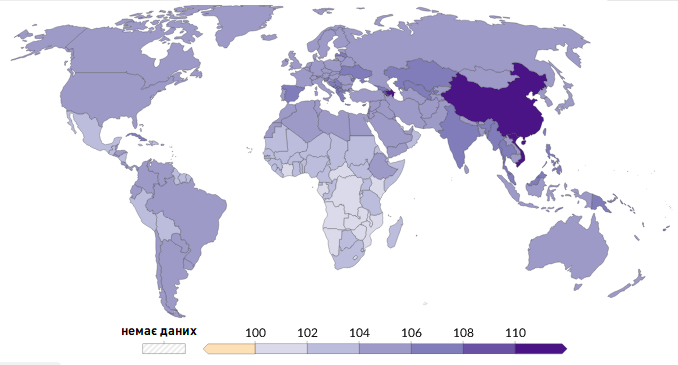
Співвідношення статей при народженні серед країн світу, 2023

В усіх країнах народжується більше чоловіків, ніж жінок, хоча рівень цього різниться залежно від країни. Дитяча смертність серед хлопчиків значно вища, ніж серед дівчаток у більшості частин світу. Часто це пояснюється біологічними та генетичними статевими відмінностями, причому хлопчики більш біологічно вразливі до передчасної смерті та хвороб. Нещодавні дослідження виявили, що численні чинники навколишнього середовища перед зачаттям або до пологів впливають на ймовірність зачаття дитини чоловічої або жіночої статі. Було припущено, що ці екологічні фактори також пояснюють статеві відмінності в смертності.
Найбільші показники гендерного  співвідношення у 2023 році були у Китаю (110,6 хлопчиків на 100 дівчаток), Азербайджан та В'єтнам (110,2 хлопчиків на 100 дівчаток). Приблизно однакові показники гендерного співвідношення мають більше країн Центральної та Південної Африки.

## Гендерне співвідношення в продовж життя
| Вік      | Показник |
| 5-річні  | 106.36   |
| 15-річні | 106.03   |
| 20-річні | 105.33   |
| 30-річні | 104.38   |
| 40-річні | 104.89   |
| 50-річні | 83.85    |
| 60-річні | 89.14    |
| 70-річні | 58.44    |
| 80-річні | 39.69    |
| 90-річні | 28.62    |
| 100+     | 8.28     |

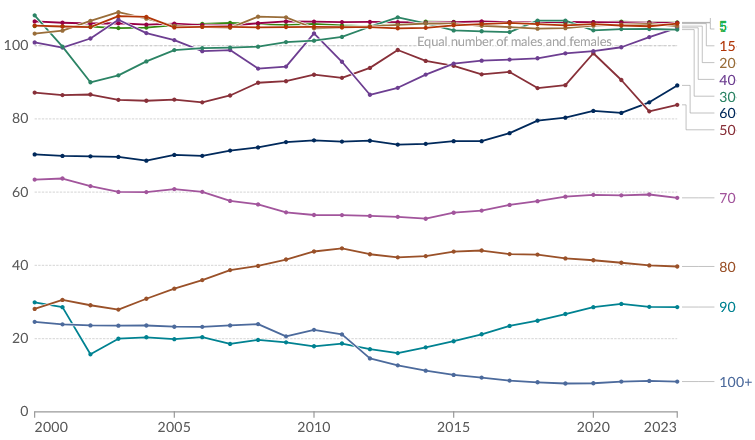
Співвідношення статей за віком, Україна, 2000-2023 рр.

Співвідношення статей вимірюється як кількість чоловіків на 100 жінок. Це проявляється в різних вікових групах: від новонароджених до 100-річних.
Співвідношення статей при народженні та в дитинстві має перевищення майже в кожній країні хлопчиків, ніж дівчаток («чоловіче упередження»). У віці 15 і 20 років співвідношення статей має таке ж перевищення. З часом в міру дорослішання різниця співвідношення статей зменшується. У 2021 році серед 50-річних це співвідношення майже вирівнюється. Серед 70-річних на 100 жінок припадало лише 86 чоловіків. У найстаршій віковій групі (люди у віці 100 років і старше) на 100 жінок припадало лише 24 чоловіки.
Співвідношення статей при народженні та в дитинстві в Україні в 2003 році перевищує 100 (106,36 хлопчиків на 100 дівчаток). У віці 15 і 20 років співвідношення статей також має більше 106. Після 40 років цей показник зменшується. Серед 70-річних на 100 жінок припадало лише 58 чоловіків. У найстаршій віковій групі, люди у віці 100 років і старше, на 100 жінок припадало лише 8,3 чоловіки. Показники гендерного співвідношення в Україні після 40-років є  екстремальним показником.

## Фактори, що впливають на співвідношення статей у людини

### Природні фактори
Природні фактори, що впливають на співвідношення статей людини, є активною сферою наукових досліджень. Наукові дослідження базуються на записах про народження та смерть в Африці, Америці, Азії, Австралії та Європі. Деякі з цих досліджень охоплюють щорічні дані про співвідношення статей людей у деяких країнах за понад 100 років. Ці дослідження показують, що співвідношення статей людини, як при народженні, так і в міру дорослішання популяції, може суттєво змінюватися залежно від великої кількості факторів, таких як вік батька, вік матері, багатоплідність, порядок народження, тижні вагітності, раса, здоров’я батьків. історія та психологічний стрес батьків. Примітно, що тенденції у співвідношенні статей у людей не є узгодженими між країнами в певний час або з часом для певної країни. В економічно розвинутих країнах, а також країнах, що розвиваються, ці наукові дослідження виявили, що співвідношення статей людини при народженні історично коливалося між 0,94 і 1,15 з природних причин.
Майже в усіх людських популяціях спостерігається надлишок чоловічої статі при народженні, а природне співвідношення статей при народженні зазвичай становить від 1,02 до 1,08, однак співвідношення може значно відхилятися від цього діапазону з природних причин.
Аналітичне дослідження 2015 року показало, що співвідношення статей людини при зачатті становить приблизно 50%, але зростає через загальну надлишкову смертність ембріонів жіночої статі. Набір даних із 139 704 ембріонів, отриманих за допомогою допоміжних репродуктивних технологій, показав, що співвідношення чоловічої статі становить 50,2%. Набір даних про 4999 ембріонів від штучних абортів показав рівень 51,1% для першого триместру та 55,9% для останніх двох триместрів.
Географічне розташування  також впливає на гендерне співвідношення: в країнах поблизу екватора народжується більше жінок, ніж поблизу полюсів.

#### Багатоплідність
У науковій статті 1999 року, опублікованій Якобсеном, повідомляється про співвідношення статей для 815 891 дитини, народженої в Данії між 1980 і 1993 роками. Вони вивчили записи про народження, щоб визначити вплив багатоплідності, порядку народження, віку батьків і статі попередніх братів і сестер на частку чоловіків, використовуючи таблиці непередбачуваності, тести хі-квадрат і регресійний аналіз. Співвідношення вторинної статі зменшувалося зі збільшенням кількості дітей на одне народження та віком батька, тоді як не спостерігалося істотного незалежного впливу на вік матері, порядок народження чи інші природні фактори.

### Фактори зовнішнього середовища

#### Наслідки зміни клімату
Кілька досліджень показують, що висока температура підвищує частку народжуваності чоловіків, але причини цього спірні. Холодна погода є екологічним стресом, і жінки, які перебувають у холодній погоді, у більшій кількості абортують слабкі плоди чоловічої статі, тим самим знижуючи співвідношення статей при народженні, а стресові фактори холодної погоди також подовжують тривалість життя чоловіків, тим самим підвищуючи статеве співвідношення людей у старшому віці. Дослідження виявило, що підвищення річної температури на °C означає, що на кожні 1000 жінок, народжених протягом року, народжуватиметься на одного чоловіка більше, ніж очікувалося.
Вони виявляють збільшення надлишку народжуваності чоловіків у періоди зовнішнього стресу (Друга світова війна) і в теплі роки. У найтепліший період за останні 138 років співвідношення статей при народженні в Північній Європі досягло свого піку – приблизно 1,08.

#### Вплив середовища вагітності
Причини стресу під час вагітності, наприклад, такі як недоїдання матері , як правило, збільшують внутрішньоутробну смертність, особливо серед чоловіків, що призводить до нижчого співвідношення статей при народженні. Вважається, що більша захворюваність на вірус гепатиту B у популяції збільшує співвідношення статей, тоді як деякі незрозумілі екологічні небезпеки для здоров’я мають протилежний ефект.

#### Наслідки хімічного забруднення
Опитування 2007 року, проведене Арктичною програмою моніторингу та оцінки, відзначило аномально низьке співвідношення статей у арктичних селах у Гренландії та Канаді та пояснило цей дисбаланс високим рівнем ендокринних руйнівників у крові мешканців, включаючи ПХБ та ДДТ. Вважається, що ці хімічні речовини накопичувалися в тканинах риб і тварин, які складають основну частину раціону цих етносів.
У звіті 2008 року надано додаткові докази впливу фемінізуючіх хімікатівна розвиток самців у кожному класі видів хребетних, що є всесвітнім явищем, яке, можливо, призводить до зниження співвідношення статей у людей та можливого зниження кількості сперматозоїдів. З понад 100 000 нещодавно введених хімікатів 99% погано регулюються.
Деякі дослідження виявили, що певні види забруднення навколишнього середовища, зокрема діоксини, пов’язані з нижчим співвідношенням статей.

### Соціальні фактори
Дослідження в округах Каліфорнії показало зниження співвідношення статей через демографічні зміни, які впливають на співвідношення статей. Враховувались вік батьків і расова/етнічна приналежність, які вплинули на тенденції народжуваності .
Було виявлено, що вік матері не має статистично значущої ролі у статевому співвідношенні при народженні, але вік батька має вплив. Доведено, що значно більше дітей чоловічої статі народилося на 1000 немовлят жіночої статі від молодших батьків, ніж від старших. Ці дослідження свідчать про те, що соціальні фактори, такі як ранні шлюби та народження дітей у молодому віці, можуть відігравати певну роль у підвищенні статевого співвідношення народжуваності в певних суспільствах.
У результаті опитування населення США, було показано, що 51,4% хлопчиків народилися у спільно проживаючих одружених батьків, 52,2% у спільно проживаючих неодружених батьків і лише 49,9% хлопчиків у окремо проживаючих батьків.

### Економічні фактори
Теорію популяційних стресорів підтвердило те, що співвідношення статей у Східній Німеччині мало бути нижчим, ніж очікувалося в 1991 році, коли економіка Східної Німеччини зазнала краху, ніж у попередні роки. Також співвідношення статей при народженні у Східній Німеччині було нижчим, ніж спостережуване співвідношення статей у Західній Німеччині за ті ж роки.  Тенденції можуть бути пов’язані із спостережуваною тенденцією збільшення кількості дітей з дуже низькою вагою при народженні через стрес матері під час певних макроекономічних обставин.